# Дретель
Дретель (босн. и хорв. Dretelj, серб. Логор Дретељ) — концентрационный лагерь Хорватских оборонительных сил, а затем Хорватского совета обороны, предназначенный для нехорватского населения. Он располагался между населенными пунктами Чаплина и Меджугорье в Боснии и Герцеговине и функционировал с 1992 по 1994 год — с момента начала войны в Боснии и Герцеговины и до заключения Вашингтонского соглашения. Первоначально в лагере содержались сербские военнопленные и гражданские лица. После начала мусульманско-хорватского конфликта в нём разместили и мусульманских пленных и гражданских. В лагере были совершены многочисленные преступления против военнопленных и мирных жителей.
21 ноября 1994 года Рефик Шарич, один из бывших заключенных лагеря, затем согласившийся стать одним из охранников лагеря, был осужден на 8 лет тюремного заключения в Дании. 11 марта 2011 года в Норвегии за преступления, совершенные в лагере против гражданских сербов, был осужден солдат Хорватского совета обороны Мирсад Репак. 14 апреля 2015 года суд Боснии и Герцеговины за преступления против сербских пленных приговорил к различным срокам тюремного заключения трёх охранников лагеря, среди которых — заместитель коменданта лагеря Эдиб Булюбашич, ранее уже приговорённый к 34 годам лишения свободы за несколько убийств на бытовой почве.